# João Pessoa
João Pessoa es una ciudad brasileña, capital del estado de Paraíba. Es conocida como "la ciudad donde el sol nace primero", debido a que la ciudad se encuentra ubicada en el punto más oriental de América. Está a una latitud de 7º09'28" Sur y una longitud de 34º47'30" Oeste.
La ciudad además se destaca por su clima agradable, por la belleza de sus playas y especialmente por varios monumentos de arquitectura barroca muy bien conservados.
De acuerdo con el censo realizado por el IBGE (Instituto Brasileño de Geografía y Estadísticas) en 2010 su población era de 723 514 habs.
La ciudad de João Pessoa, en 1859, cuando Brasil era imperialista, recibió el título de Imperial Ciudad Provisional, que eran las ciudades que recibían el emperador, y pasaban a ser de forma provisional la capital del imperio de Brasil; en la ocasión fue durante la estancia de Don Pedro II, en la capital paraibana; por donde en la época el municipio de João Pessoa se llamaba Parahyba del Norte. Se ha convertido en un privilegio inmenso, debido a su centro religioso histórico, con el acervo de la catedral basílica de Nuestra Señora de las Nieves, que fue construida por primera vez en 1585; convento de Santo Antônio e iglesia de San Francisco (centro cultural San Francisco) construido en el 1589 y terminado en 1788; convento de Nuestra Señora del Carmen, construidos en el siglo XVI; Iglesia de Santa Teresa de Jesús, capilla dorada, hecha con riqueza de detalles; Monasterio e Iglesia de San Benito, La construcción del monasterio data del siglo XVII, y de la iglesia, del siglo XVIII, este conjunto se encuentra entre los monumentos más importantes del país, en su estilo y su época; Iglesia de la Misericordia; Capilla de Nuestra Señora de la Penha, construida en 1763; y la Iglesia de San Frei Pedro Gonçalves, construida en 1843.
La capital pessoense en 2017, recibió el título de ciudad creativa por la Unesco, colocando a João Pessoa, como "ciudad brasileña de la artesanía". Además de la capital paraibana, apenas otra ciudad en América Latina, tiene el mismo título, con la misma categoría, que es Chordeleg, en Ecuador. El reconocimiento de la capital João Pessoa, la coloca en la ruta turística brasileña por la riqueza de su arte popular. Este reconocimiento tuvo gran contribución e influencia, debido al proyecto sirenas de la Penha; donde las mujeres artesanas realizan el trabajo manual, dialogando con el diseño, la moda, la economía creativa, destacando el arte con escamas de pescado en hilos de cobre.

## Historia
Fue fundada el día 5 de agosto de 1585 con el nombre de Povoação de Nossa Senhora das Neves, en homenaje al Santo del día en que fue fundada. Con el pasar del tiempo, fue recibiendo diferentes denominaciones: Filipéia de Nossa Senhora das Neves o Felipéia, en 1588, homenajeando al rey Felipe II de España, cuando Portugal formaba parte de una unión dinástica aeque principaliter con los demás reinos españoles. Durante la ocupación neerlandesa, entre 1634 y 1654, le dieron el nombre de Frederikstadt (Federica), en homenaje al príncipe Orange, Federico Enrique.
Con la reconquista portuguesa, volvió a llamarse Nossa Senhora das Neves, y en 1817 Parahyba, recibiendo el mismo nombre que tuvo la capitanía, que fue después provincia y, por último, Estado. Finalmente, su denominación actual, João Pessoa, es en homenaje al político paraibano João Pessoa, asesinado en 1930 en la ciudad de Recife, cuando era gobernador del Estado. El hecho trajo gran repercusión popular, siendo prácticamente el factor de inicio de la Revolución del 30. La asamblea legislativa estadual aprobó el cambio de nombre de la capital el día 4 de septiembre de 1930.
João Pessoa nació en las márgenes del río Sanhauá.

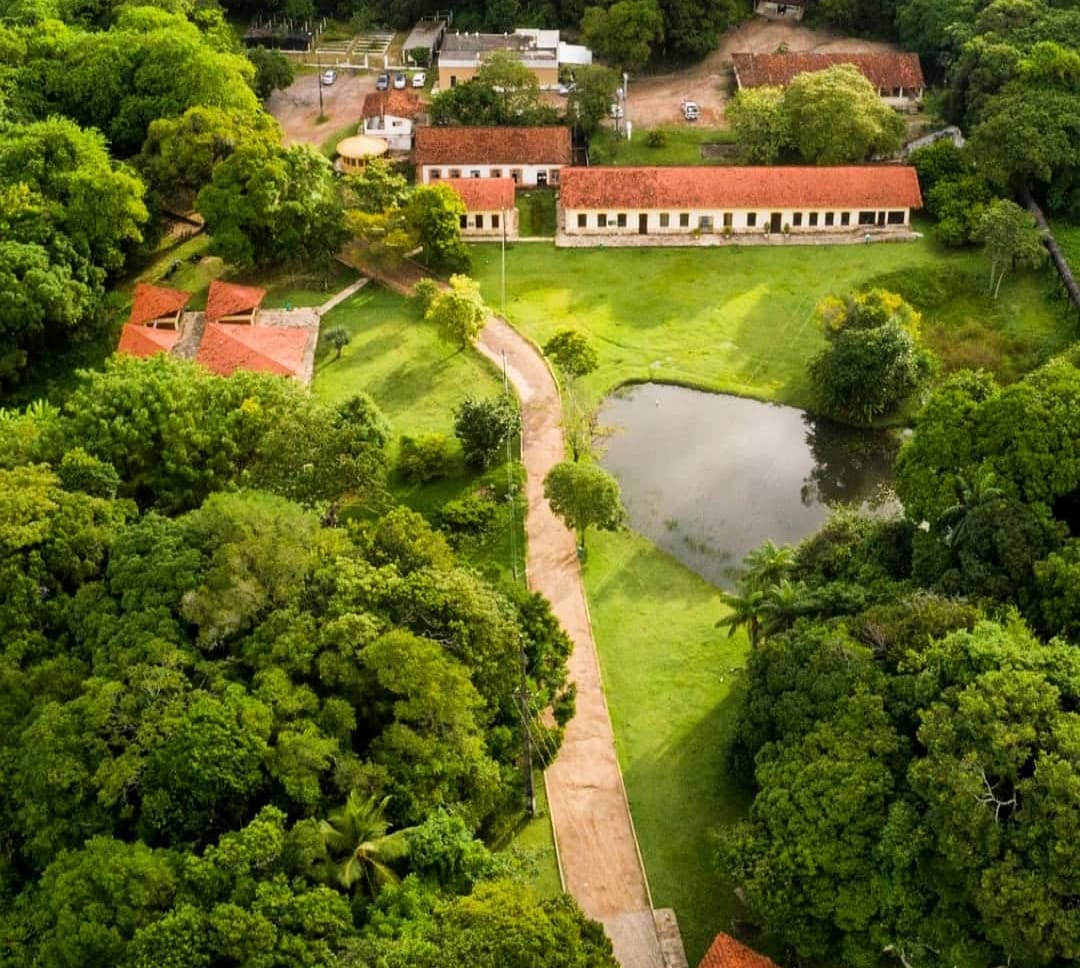
Jardín Botánico Benjamin Maranhão en João Pessoa

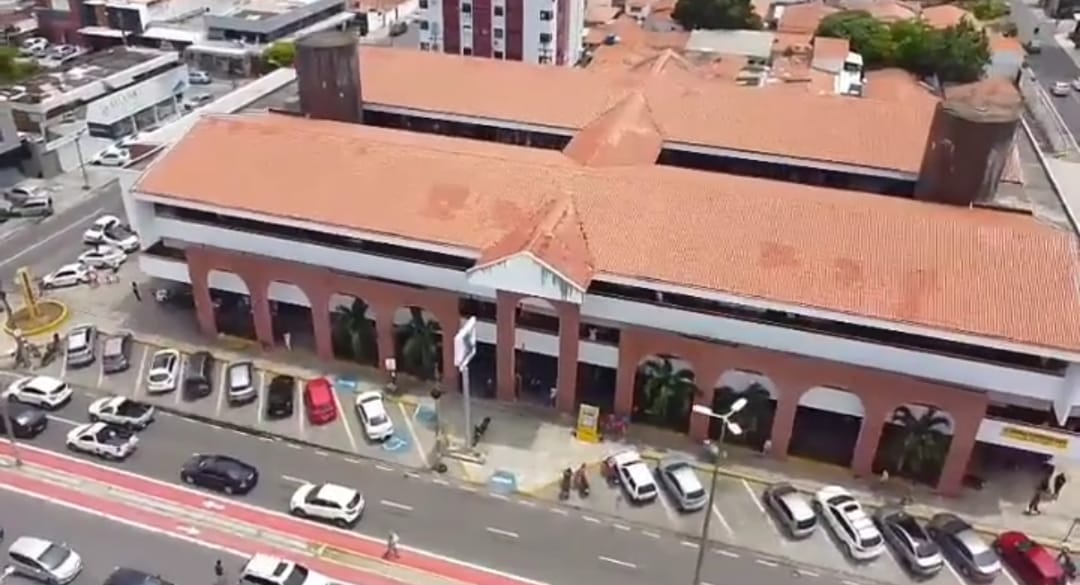
Mercado de artesanía Paraibano en João Pessoa

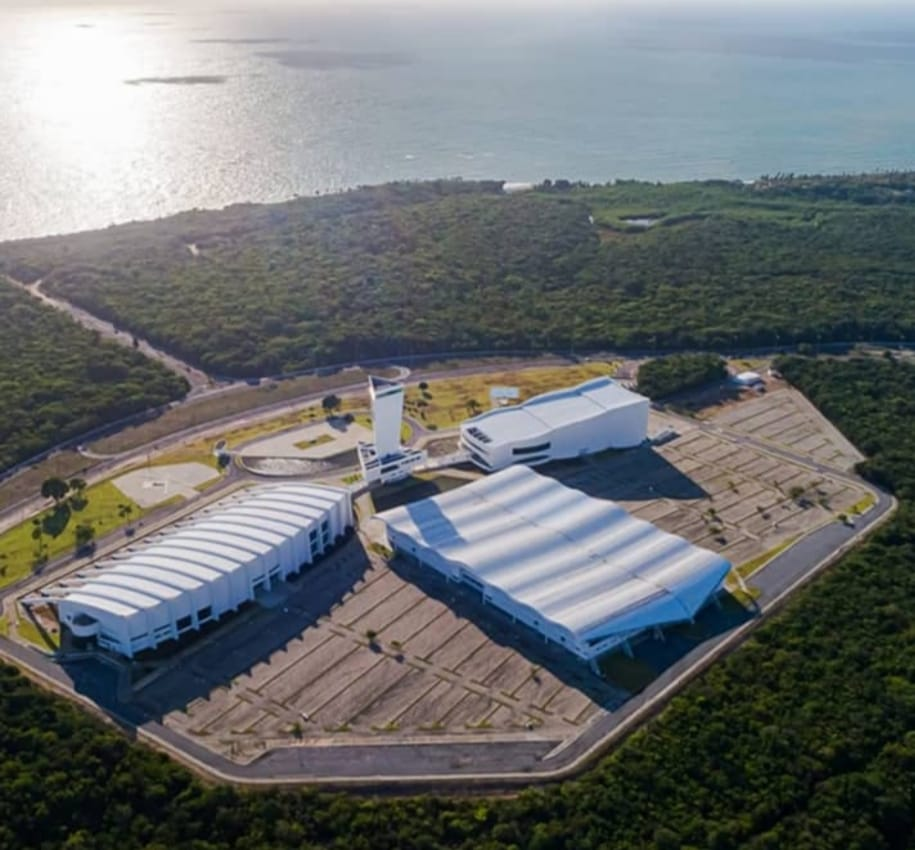
Centro de Convenciones de João Pessoa, es uno de los más modernos de Brasil.

## Medio Ambiente
João Pessoa ocupa el segundo puesto como  ciudad más verde del mundo con más de siete kilómetros cuadrados de floresta, siendo superada solamente por París. Este título de distinción le fue dado en 1992, basado en un estudio de Naciones Unidas.
Además de sus calles y barrios arborizados, la ciudad posee dos reservas de Mata Atlántica que funcionan como un verdadero pulmón, fortaleciendo la creación de oxígeno e impidiendo el avance de la polución. 
La ciudad tiene un Jardín Botánico Benjamin Maranhão, que conserva el bosque atlántico, los animales, y abre la visitación, que es el Jardín Botánico de João Pessoa, considerado uno de los mayores restos de la Selva Atlántica natural en una zona urbana de Brasil. Es una excelente oportunidad para que las personas estén en contacto con la naturaleza pura y cristalina. Entre estos, la educación ambiental es un elemento relevante, permitiendo enfoques interesantes, desde el conocimiento e interés por las plantas hasta estimular la curiosidad y el conocimiento de este importante espacio de visitación e investigación. Son 18 estaciones distribuidas a lo largo de los senderos de Río y Preguiça utilizando como criterio, elementos principalmente relacionados con la historia, la botánica y la ecología, contribuyendo al conocimiento del medio ambiente y la necesidad de su preservación. El área cubre alrededor de 515ha, de las cuales 343ha albergan el Jardín Botánico, donde la flora protagoniza las actividades recreativas y educativas que allí se promueven. Incluye la mayor reserva forestal atlántica urbana natural del país, y es un importante patrimonio histórico de la capital de Paraíba.

## Turismo
João Pessoa es la tercera ciudad más antigua del Brasil, fundada en 1585.
Conocida por su tranquilidad, por su pueblo acogedor y su patrimonio cultural, la ciudad viene presentando un gran desarrollo en el turismo en los últimos años. 
La diversión se concentra en las playas de Tambaú, Cabo Branco y Bessa. En los bares típicos, los visitantes pueden apreciar música en vivo y disfrutar de la comida local, especialmente los frutos de mar. Los turistas pueden alquilar bicicletas para conocer mejor estas playas. Por la noche hay mucha gente en las veredas de tambaú, un bueno lugar para conocer la cultura de la ciudad. 
La capital João Pessoa, posee el teatro piedra del reino, que es en homenaje al escritor pessoense Ariano Suassuna, que hizo una obra con ese nombre. El teatro está integrado al conjunto arquitectónico del Centro de convenciones poeta Ronaldo Cunha Lima; el teatro tiene seis niveles. Tiene formas en curvas y se compone de cuatro volúmenes: hall de entrada, foyer, platea y escenario. Siendo el mayor teatro del nordeste brasileño, y el segundo mayor del país.
El Centro de Convenciones Poeta Ronaldo Cunha Lima, es uno de los lugares de eventos más modernos y sofisticados en América Latina, con 48 676 m². Se encuentra en la carretera PB-008, km 5, Polo Ecoturístico de Cabo Branco. Es uno de los Centro de Convenciones, más modernos de Brasil, con todos los equipos necesarios para la realización de grandes proyectos. Su estructura está compuesta por 4 edificios principales: la Torre del Mirante, el Pabellón de Ferias y Exposiciones, el Pabellón de Congresos y Convenciones. 
En la parte de la artesanía, la ciudad se destaca por su creatividad mediante el arte popular, poseyendo algunos locales a ser visitados pelo público, que son los siguientes.
- Granero Espacio Creativo:[20] cuenta con exposición de piezas y obras de más de 140 artesanos y artistas plásticos.

- Centro de Artesanía Júlio Rafael:[21] En este Centro de Artesanía dispone de 20 tiendas donde se comercializan productos artesanales de diferentes tipologías, como renacimiento, bordado, algodón colorido, cuero, tejido.

- Feria de Tambaú:[22] En el lugar cuenta con 45 boxes donde los artesanos comercializan sus productos y cajas donde se venden comidas típicas de la región. Dispone también de un área de paseo donde ocurren los espectáculos y actividades culturales y artísticas.

- Mercado de artesanía Paraibano:[23] El edificio tiene más de 120 tiendas que comercializan la artesanía de la región. Las dos plantas del Mercado están llenas de coloridas piezas de algodón, artesanías de cerámica y madera, encajes, hamacas y cachas.[24]

- Sirenas de la Penha:[25] Las artesanas que participan en el proyecto producen biojotas con escamas y cuero de pescado. Producen biojías (collares, pulseras y pendientes), flores, bolsos, prendas de vestir, arreglos y ramos.[26]
- Casa del Artista Popular:[27] El Museo está abierto al público, y promueve la integración de la actividad artesanal a la actividad turística. El acervo está compuesto por más de 1000 piezas que representan la auténtica artesanía de Paraíba, en 9 tipologías: barro, madera, fibras, hilos, piedras, metales, cuero, artesanía indígena y material reciclado. Está situado cerca de la Plaza de la Independencia.

## Geografía

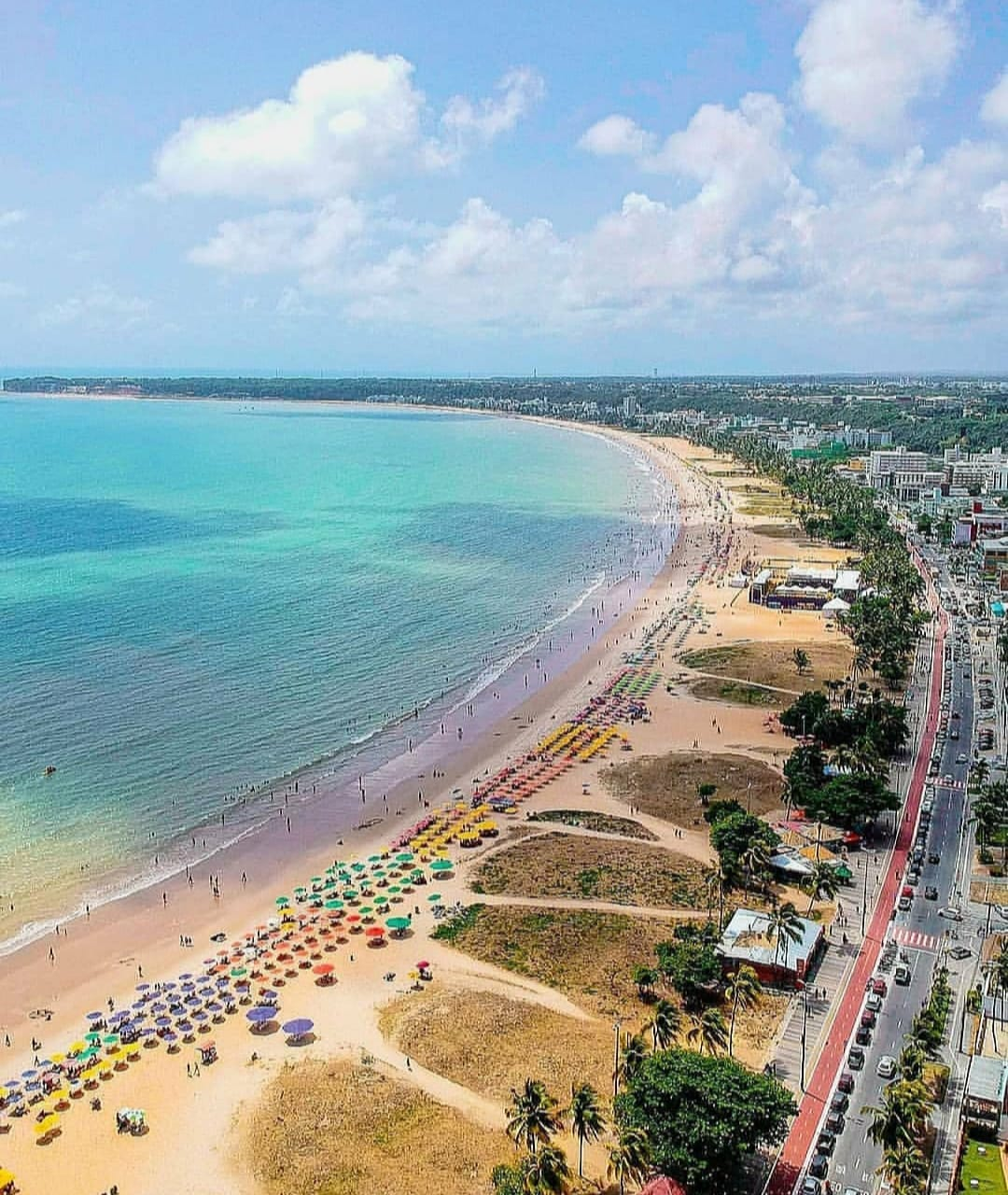
Playa de Tambaú en João Pessoa

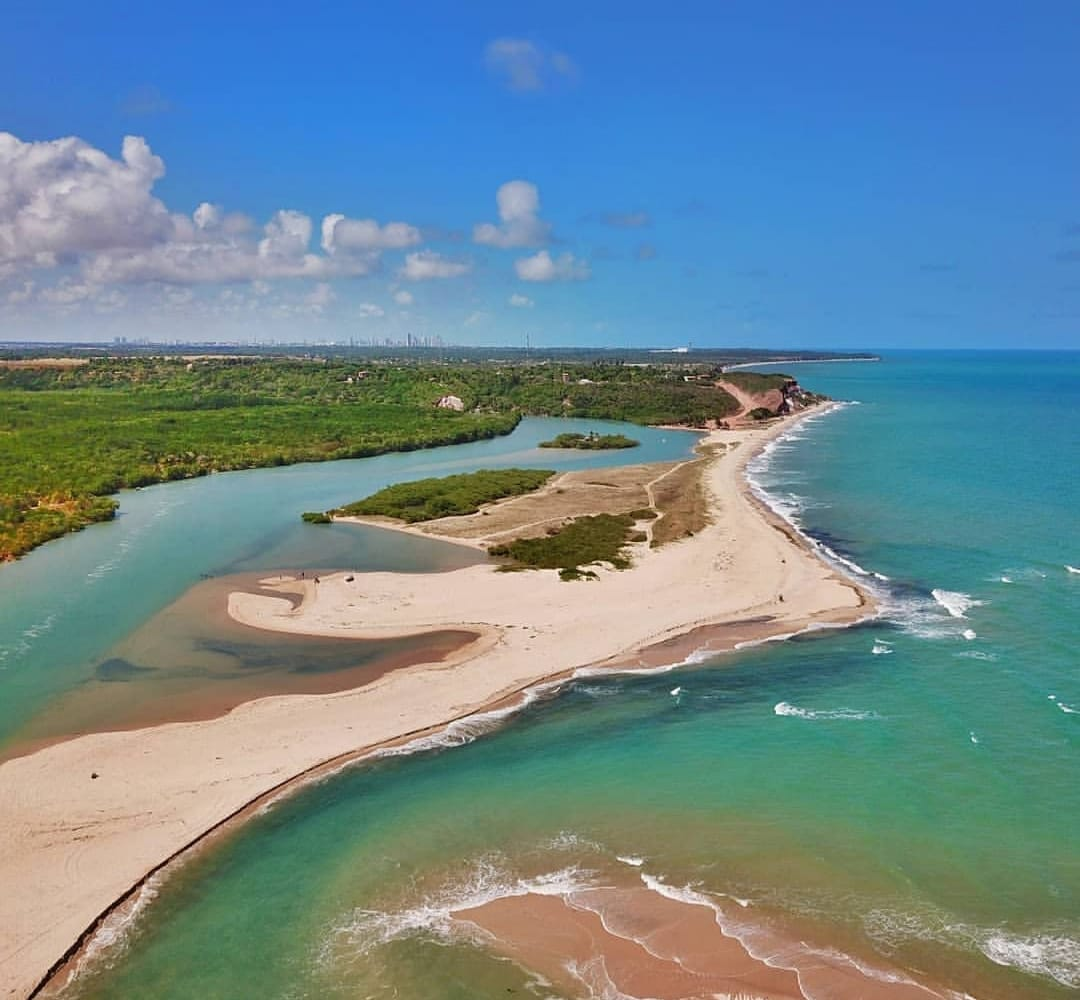
playa del barra de gramame

La ciudad está ubicada en la parte más oriental de América y Brasil, con una longitud oeste de 34º47'30 "y una latitud sur de 7º09'28. El lugar se conoce como Ponta do Seixas. La altitud promedio en relación con el nivel del mar tiene 37 metros de altura, con una altitud máxima de 74 metros cerca del río Mumbaba, con terreno llano predominando en su sitio urbano con cupos del orden de 10 metros, en el área inicialmente urbanizada.
Según las regiones geográficas intermedia e inmediata | división regional vigente desde 2017, instituida por IBGE el municipio pertenece a la Lista de regiones geográficas intermedias e inmediatas del Paraíba Intermedio e Inmediato de João Pessoa. Hasta entonces, con las divisiones en Mesorregiones y microrregiones de Brasil | microrregiones y mesorregiones, era parte de la microrregión João Pessoa, que a su vez estaba incluida en la Lista de mesorregiones y microrregiones de Paraíba.

### Hidrografía
En João Pessoa, hay unos doce ríos. El río Jaguaribe nace en el complejo Esplanada, cruza el Jardín Botánico Benjamim Maranhão, en medio de la Mata Atlántica, y desemboca en el Océano Atlántico en el límite con el municipio de Cabedelo. El agua para el abastecimiento de las viviendas se toma del sistema Gramame-Mumbaba, de la Compañía de Agua y Alcantarillado de Paraíba. En este sistema, estos dos ríos se turnan para abastecer de agua a la ciudad. Sin embargo, el río más importante históricamente es el río Sanhauá, porque fue en sus márgenes donde nació ciudad y donde se construyeron las primeras casas.

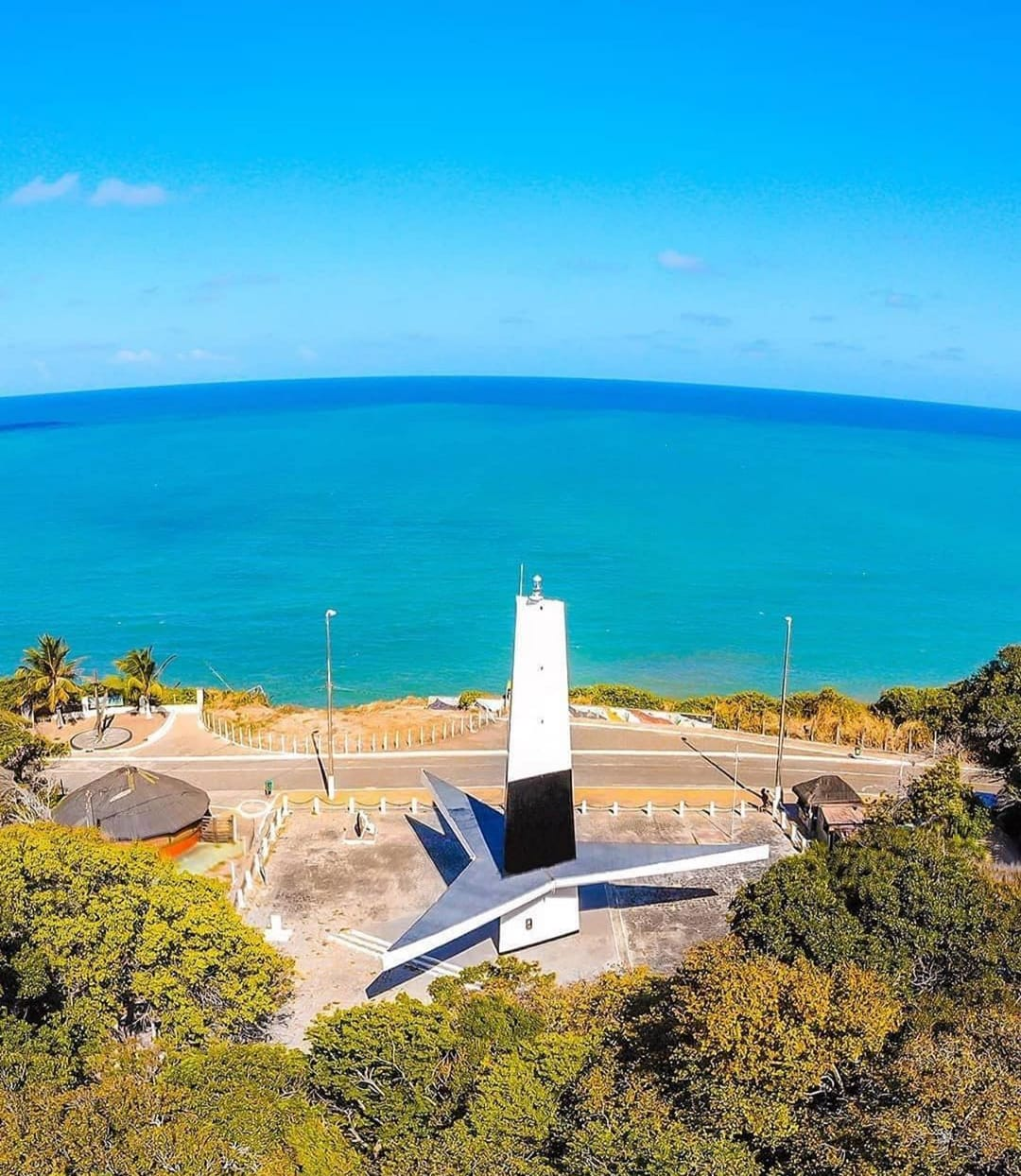
Farol de cabo branco en la playa de seixas

También está la Laguna del Parque Sólon de Lucena en el Centro de la Ciudad. La laguna fue el principal punto turístico de la ciudad durante la época en que la mayor parte de la ciudad estaba lejos de las playas. A finales de 2010, durante las celebraciones navideñas, la laguna se revitalizó y ganó dispositivos como la música ambiental.

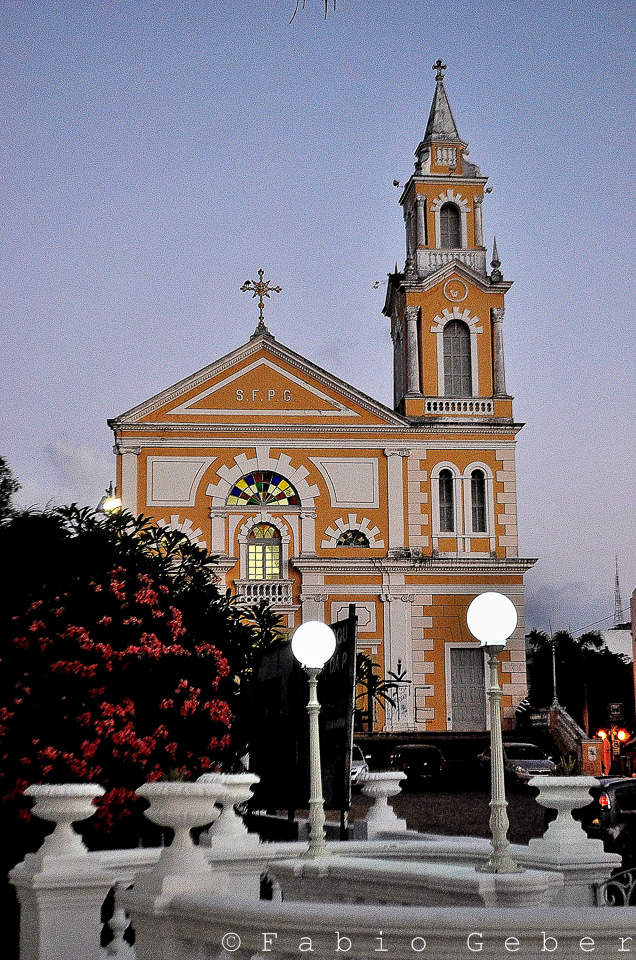
Vista de la Iglesia de San Frei Pedro Gonçalves ubicado cerca del río sanhaua

La capital de Paraíba tiene un litoral de unos 24 kilómetros de longitud, nueve playas solo en el municipio, además de las playas de la Región Metropolitana, como la ciudad de Cabedelo, la ciudad de Lucena y el Distrito de Jacumã en el municipio de Conde, donde se encuentra la Playa Naturista Tambaba. Las playas urbanas tienen como característica playas de arena blanca y aguas cristalinas. Muchos han conservado la Mata Atlántica, además de ser ideal para el baño gracias a una barrera natural a unos 6 kilómetros de la costa que protege gran parte de la costa de Pessoa y Cabedelo, permitiendo a los niños jugar en las tranquilas aguas. Está el Proyecto Tartarugas Urbanas, que opera en las playas de Bessa e Intermares, zona de desove de la tortuga carey, escenario de preservación ambiental. En la ciudad también se practica surf.
Entre las principales playas, podemos mencionar la Praia de Tambau, de unos 8 kilómetros de longitud, compuesta de arena fina y batida, con aguas azul verdosas; la playa bessa, es donde se encuentra la caribessa, una playa tranquila y de aguas cristalinas; también la Praia de Manaíra, una playa totalmente urbana, formada por arrecifes de coral, lo que hace sus olas débiles y agua clara en verano. Es el punto de varios kioscos y bares, con canchas deportivas en su borde. La playa de cabo branco, arena blanca y agua tibia; Playa Seixas, que es donde se ubica el punto más oriental de América. Además de Praia da Penha, donde se encuentra la histórica Capilla de Nuestra Señora de la Peña, construido en 1763, donde la romería de penha tiene lugar cada año, desde el centro histórico hasta la playa.; La playa de Jacarape, donde se encuentra el Centro de convenciones poeta Ronaldo Cunha Lima; luego Praia do Sol, que es un lugar tranquilo y aireado; y la playa de barra de gramame, que sitúa el encuentro del río gramme con el mar.

### Clima
El clima de João Pessoa es tropical húmedo niveles relativamente altos de humedad del aire y temperaturas medias anuales alrededor 27 °C, La precipitación se produce en forma de lluvia, con una tasa de precipitación anual superior a 1800 mm.
La mayor acumulación de precipitación registrada en 24 horas fue de 194 mm el 18 de junio de 1986. Otras grandes acumulaciones iguales o superiores a 150 mm fueron: 191 mm el 11 de agosto de 1970, 186,2 mm el 8 de abril de 1964, 186 mm el 30 de mayo de 1996, 185,3 mm el 13 de junio de 1940, 182,4 mm el 14 de junio de 2019, 181 mm el 10 de mayo de 1944, 168,2 mm el 26 de junio de 2000.
| Parámetros climáticos promedio de João Pessoa, Brasil | Parámetros climáticos promedio de João Pessoa, Brasil | Parámetros climáticos promedio de João Pessoa, Brasil | Parámetros climáticos promedio de João Pessoa, Brasil | Parámetros climáticos promedio de João Pessoa, Brasil | Parámetros climáticos promedio de João Pessoa, Brasil | Parámetros climáticos promedio de João Pessoa, Brasil | Parámetros climáticos promedio de João Pessoa, Brasil | Parámetros climáticos promedio de João Pessoa, Brasil | Parámetros climáticos promedio de João Pessoa, Brasil | Parámetros climáticos promedio de João Pessoa, Brasil | Parámetros climáticos promedio de João Pessoa, Brasil | Parámetros climáticos promedio de João Pessoa, Brasil | Parámetros climáticos promedio de João Pessoa, Brasil |
| Mes                                                   | Ene.                                                  | Feb.                                                  | Mar.                                                  | Abr.                                                  | May.                                                  | Jun.                                                  | Jul.                                                  | Ago.                                                  | Sep.                                                  | Oct.                                                  | Nov.                                                  | Dic.                                                  | Anual                                                 |
| ----------------------------------------------------- | ----------------------------------------------------- | ----------------------------------------------------- | ----------------------------------------------------- | ----------------------------------------------------- | ----------------------------------------------------- | ----------------------------------------------------- | ----------------------------------------------------- | ----------------------------------------------------- | ----------------------------------------------------- | ----------------------------------------------------- | ----------------------------------------------------- | ----------------------------------------------------- | ----------------------------------------------------- |
| Temp. máx. abs. (°C)                                  | 34.9                                                  | 34.5                                                  | 34.3                                                  | 34.3                                                  | 34.1                                                  | 32.8                                                  | 33                                                    | 31.8                                                  | 32.4                                                  | 33.3                                                  | 34.3                                                  | 33.7                                                  | 34.9                                                  |
| Temp. máx. media (°C)                                 | 30.9                                                  | 31.1                                                  | 31.2                                                  | 30.8                                                  | 30.3                                                  | 29.2                                                  | 28.7                                                  | 28.9                                                  | 29.4                                                  | 30.1                                                  | 30.6                                                  | 30.9                                                  | 30.2                                                  |
| Temp. mín. media (°C)                                 | 25.1                                                  | 25                                                    | 24.8                                                  | 24.1                                                  | 23.4                                                  | 22.3                                                  | 21.9                                                  | 21.9                                                  | 23.1                                                  | 24.4                                                  | 25.1                                                  | 25.2                                                  | 23.9                                                  |
| Temp. mín. abs. (°C)                                  | 19                                                    | 18.8                                                  | 19                                                    | 19                                                    | 17                                                    | 17                                                    | 16.2                                                  | 17.2                                                  | 17.9                                                  | 18.5                                                  | 17.8                                                  | 18.7                                                  | 16.2                                                  |
| Precipitación total (mm)                              | 86.4                                                  | 106.2                                                 | 171.5                                                 | 235.7                                                 | 287.7                                                 | 368.7                                                 | 284.9                                                 | 133.7                                                 | 73.9                                                  | 31                                                    | 21.1                                                  | 36.6                                                  | 1837.4                                                |
| Días de precipitaciones (≥ 1 mm)                      | 9                                                     | 9                                                     | 12                                                    | 16                                                    | 17                                                    | 20                                                    | 20                                                    | 16                                                    | 10                                                    | 6                                                     | 5                                                     | 5                                                     | 145                                                   |
| Horas de sol                                          | 241.1                                                 | 215.7                                                 | 226.5                                                 | 201                                                   | 198.6                                                 | 165                                                   | 180.3                                                 | 224                                                   | 232.3                                                 | 266.1                                                 | 263.6                                                 | 258.8                                                 | 2673                                                  |
| Humedad relativa (%)                                  | 74.2                                                  | 74.2                                                  | 75.4                                                  | 78                                                    | 79.9                                                  | 82.1                                                  | 81                                                    | 77.4                                                  | 74.2                                                  | 72.4                                                  | 72.5                                                  | 73.1                                                  | 76.2                                                  |
| Fuente: Instituto Nacional de Meteorología (INMET)    |                                                       |                                                       |                                                       |                                                       |                                                       |                                                       |                                                       |                                                       |                                                       |                                                       |                                                       |                                                       |                                                       |

## Ciudades hermanadas
- Ushuaia,[39] Argentina : Mientras que João Pessoa, es la ciudad más oriental de América, y Ushuaia su hermana  es la ciudad más austral del planeta.
- Hartford,[40] Estados Unidos: Es la capital del estado de Connecticut.
- Boca Ratón,[41] Estados Unidos: Ubicada en el condado de Palm Beach, estado de Florida.
- Pompano Beach,[42] Estados Unidos: Ubicada en el condado de  Broward, Florida.
- Ovar,[43] Portugal: Ciudad portuguesa situado en el distrito de Aveiro.

## Prensa

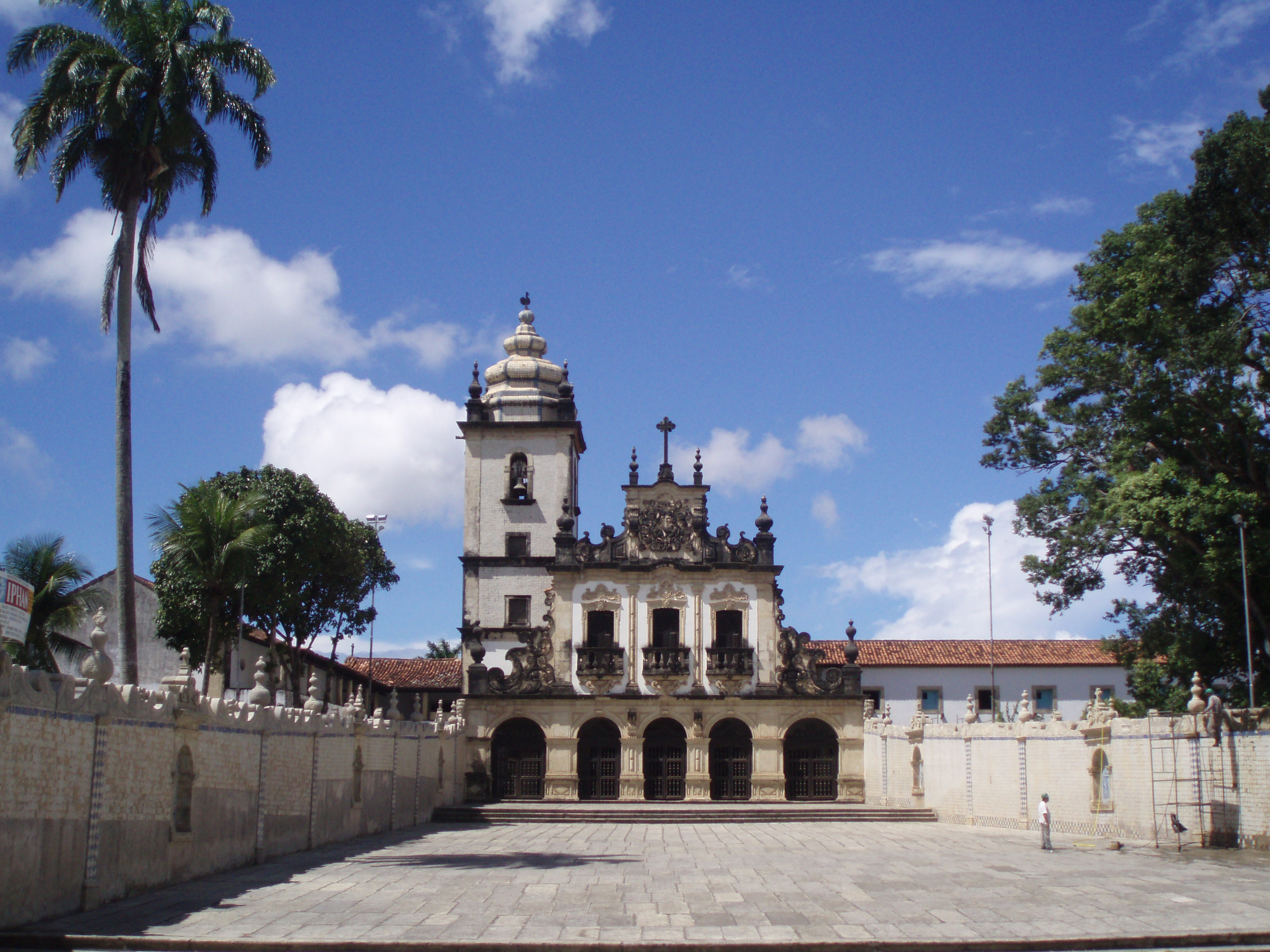
Centro Cultural San Francisco, en João Pessoa.

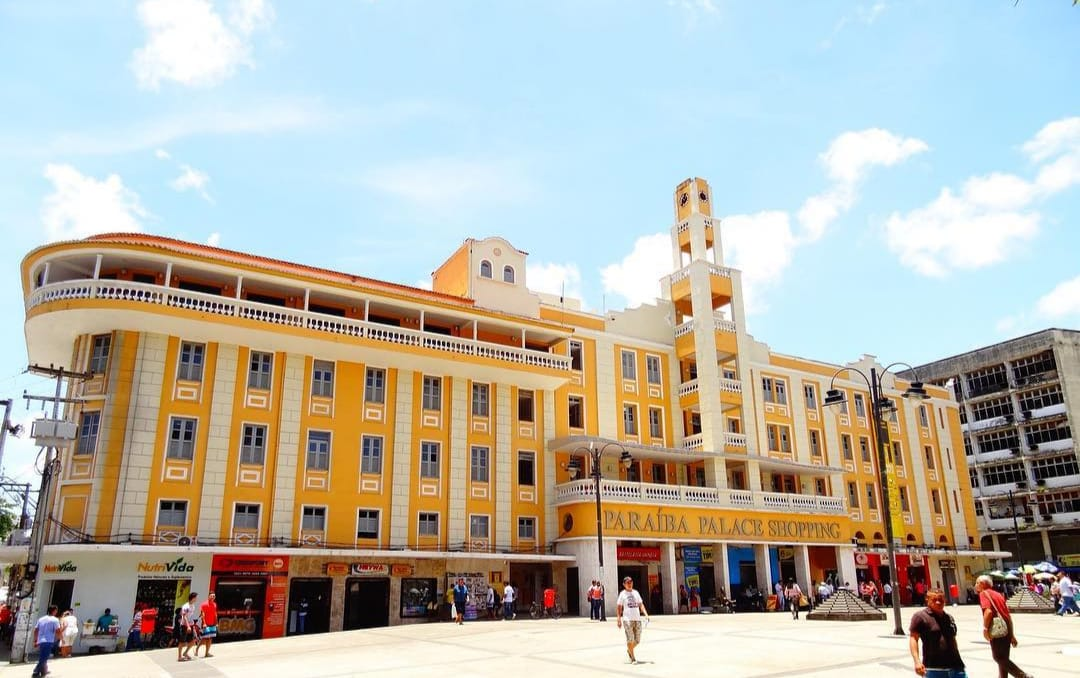
Plaza Vidal de Negreiros.

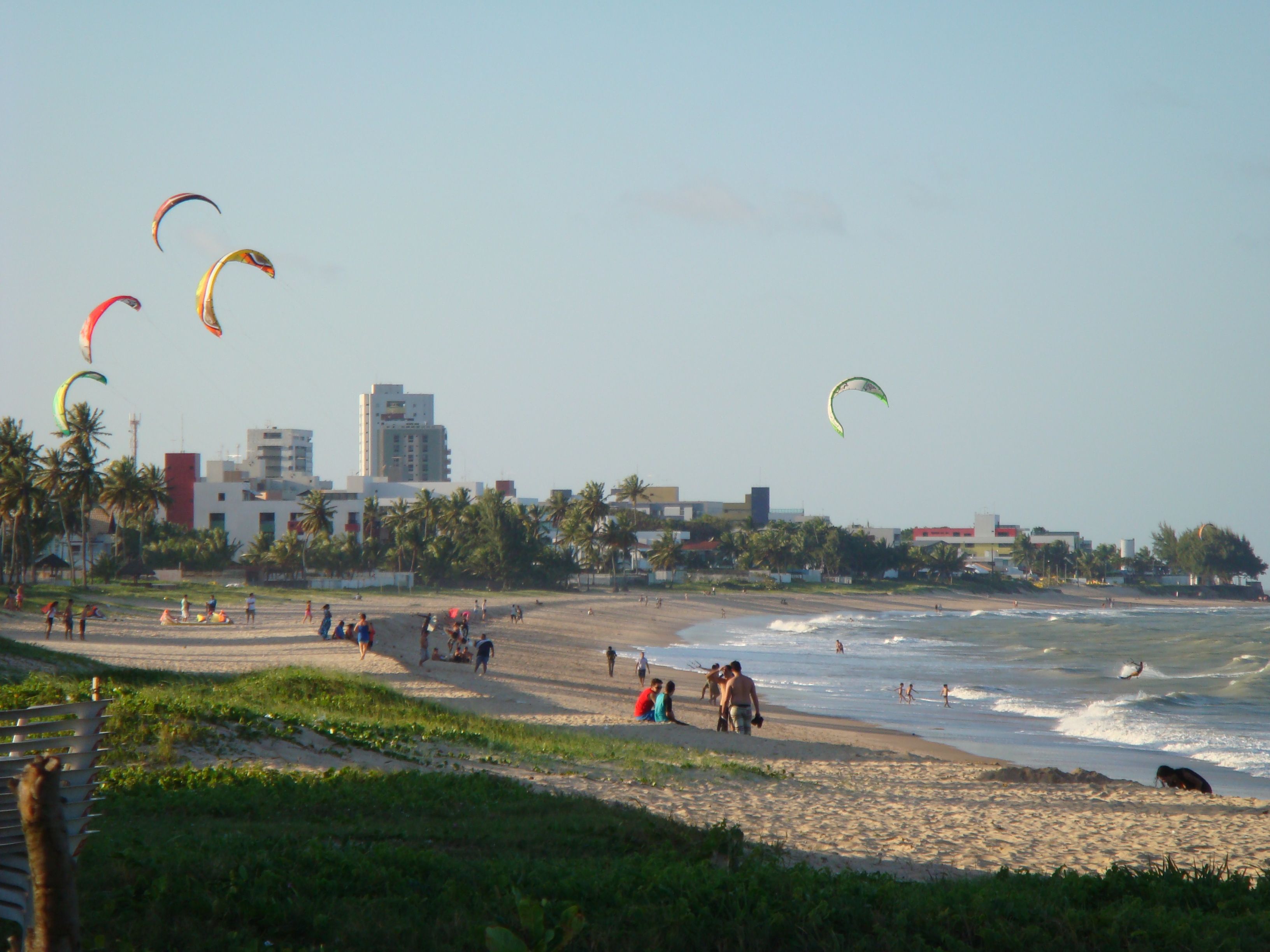
Playa en João Pessoa.

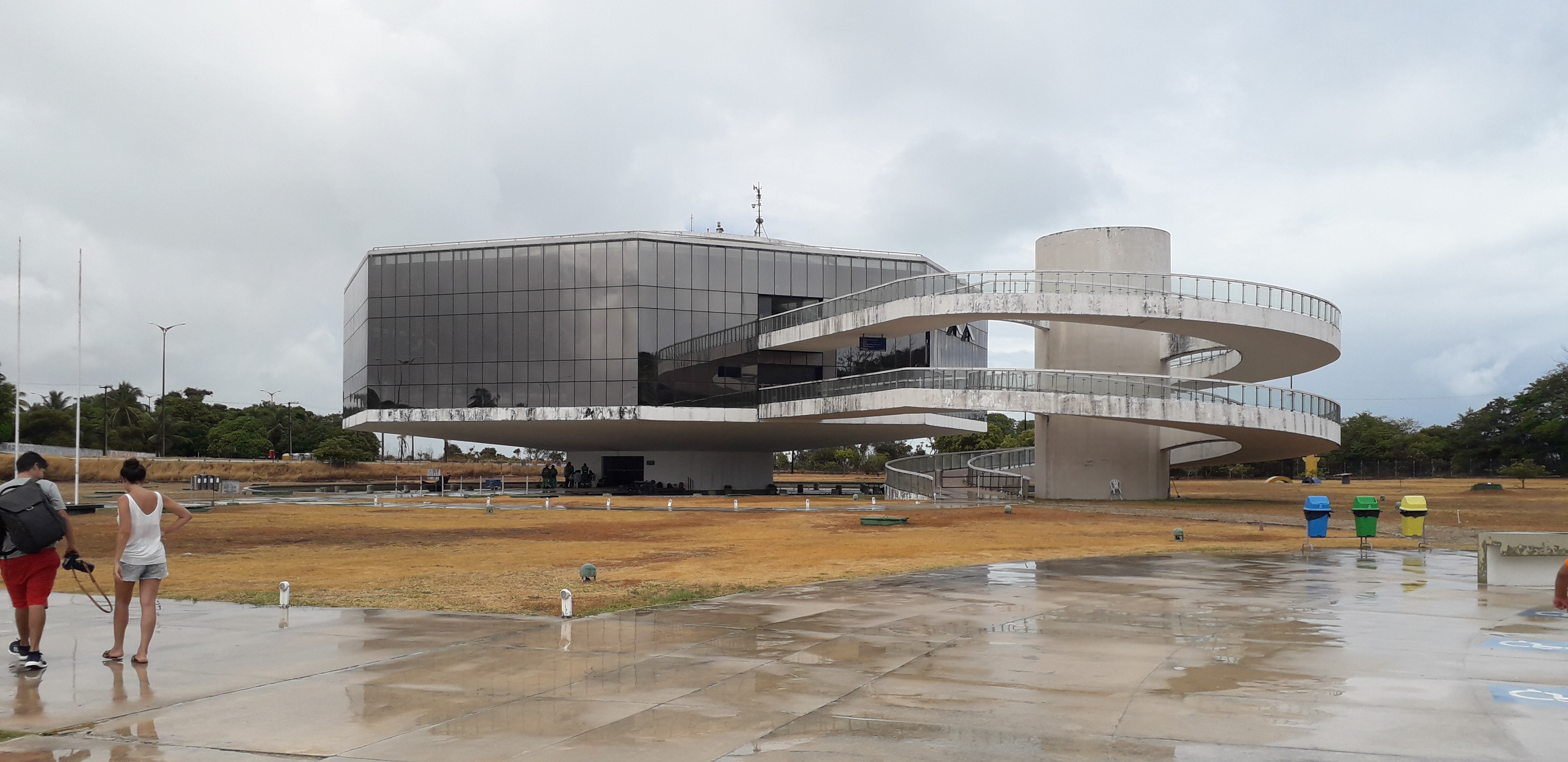
estación ciencia cabo branco.

Praça Vidal de Negreiros - show de Marilia Mendonça Joao pessoa.jpg

### Periódicos
- Correio da Paraíba.
- Jornal O Norte.
- Jornal da Paraíba Archivado el 28 de abril de 2006 en Wayback Machine.
- A União, perteneciente al Gobierno del Estado.

### Estaciones de Televisión
- TV Cabo Branco, afiliada a la Rede Globo
- TV Tambaú, afiliada a SBT
- TV Correio, afiliada a la Rede Record
- TV Arapuan, afiliada a Band
- TV Miramar, afiliada a TV Cultura
- TV Norte Paraíba, afiliada a la Rede TV

## Imágenes

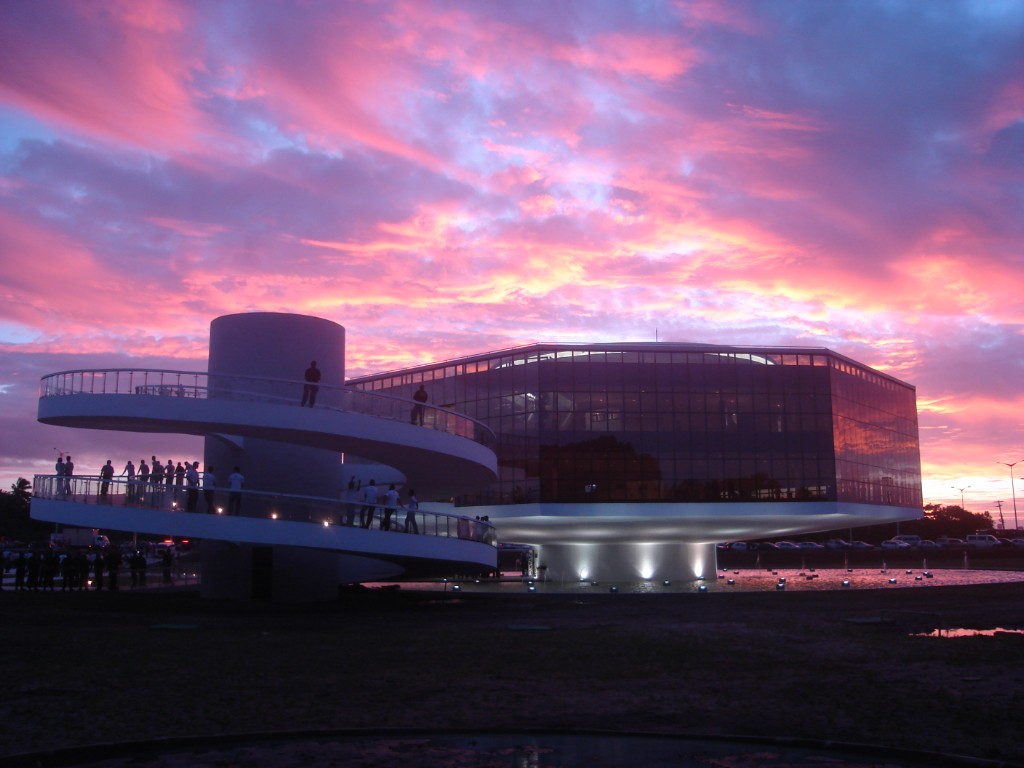
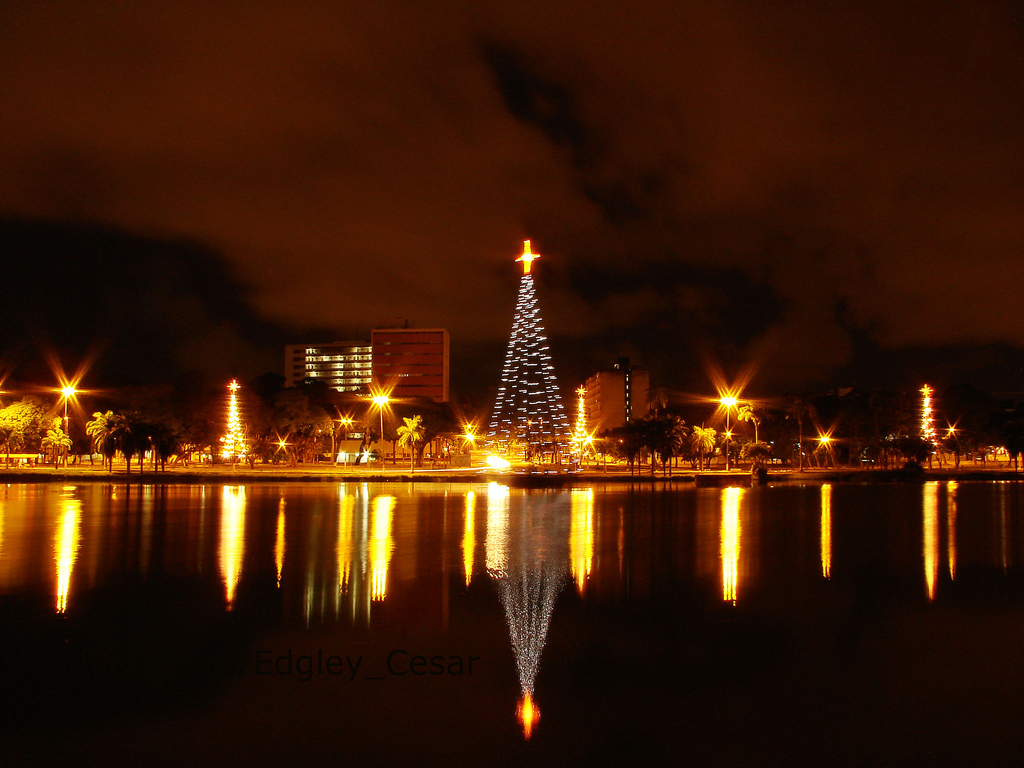
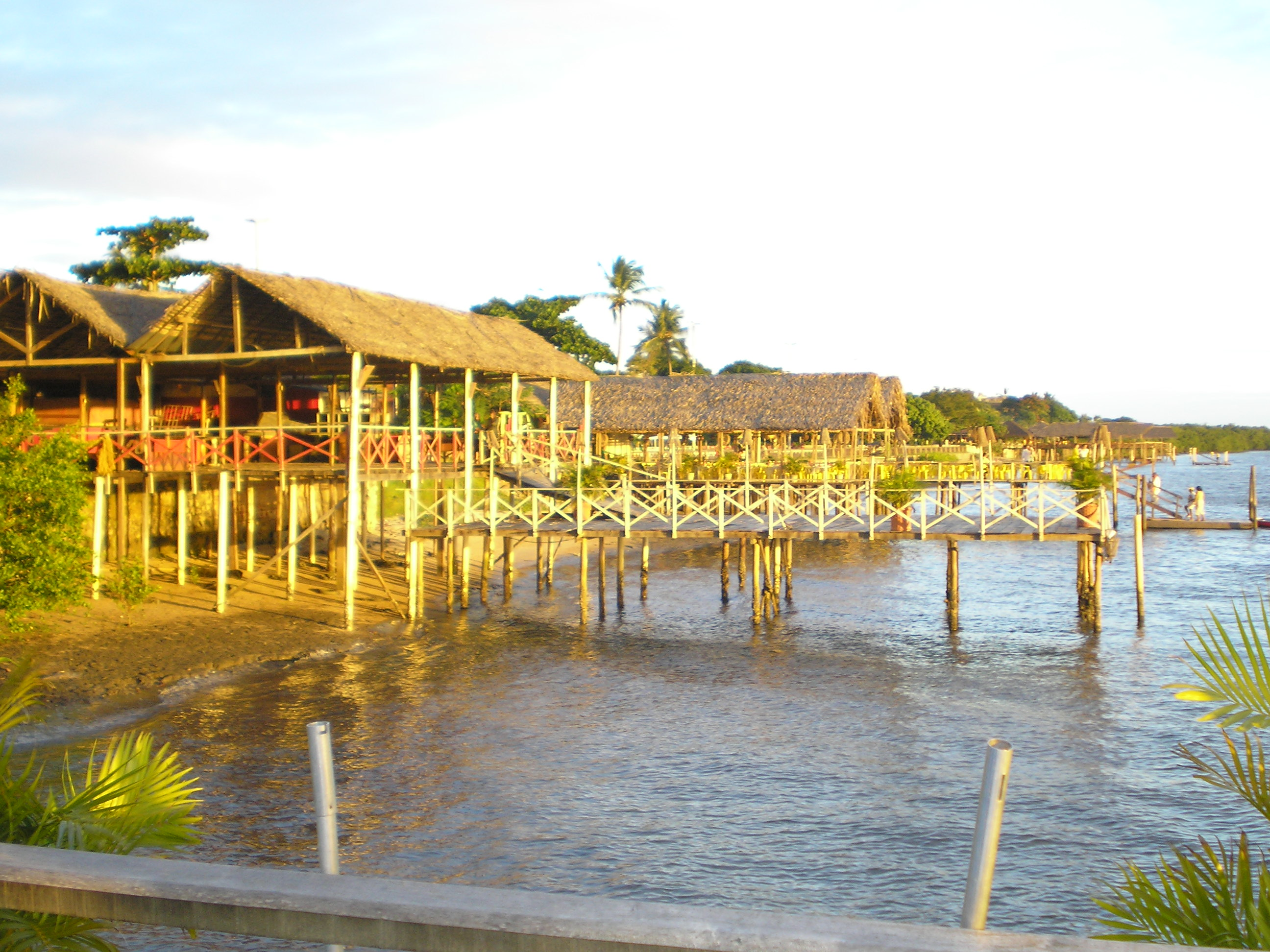
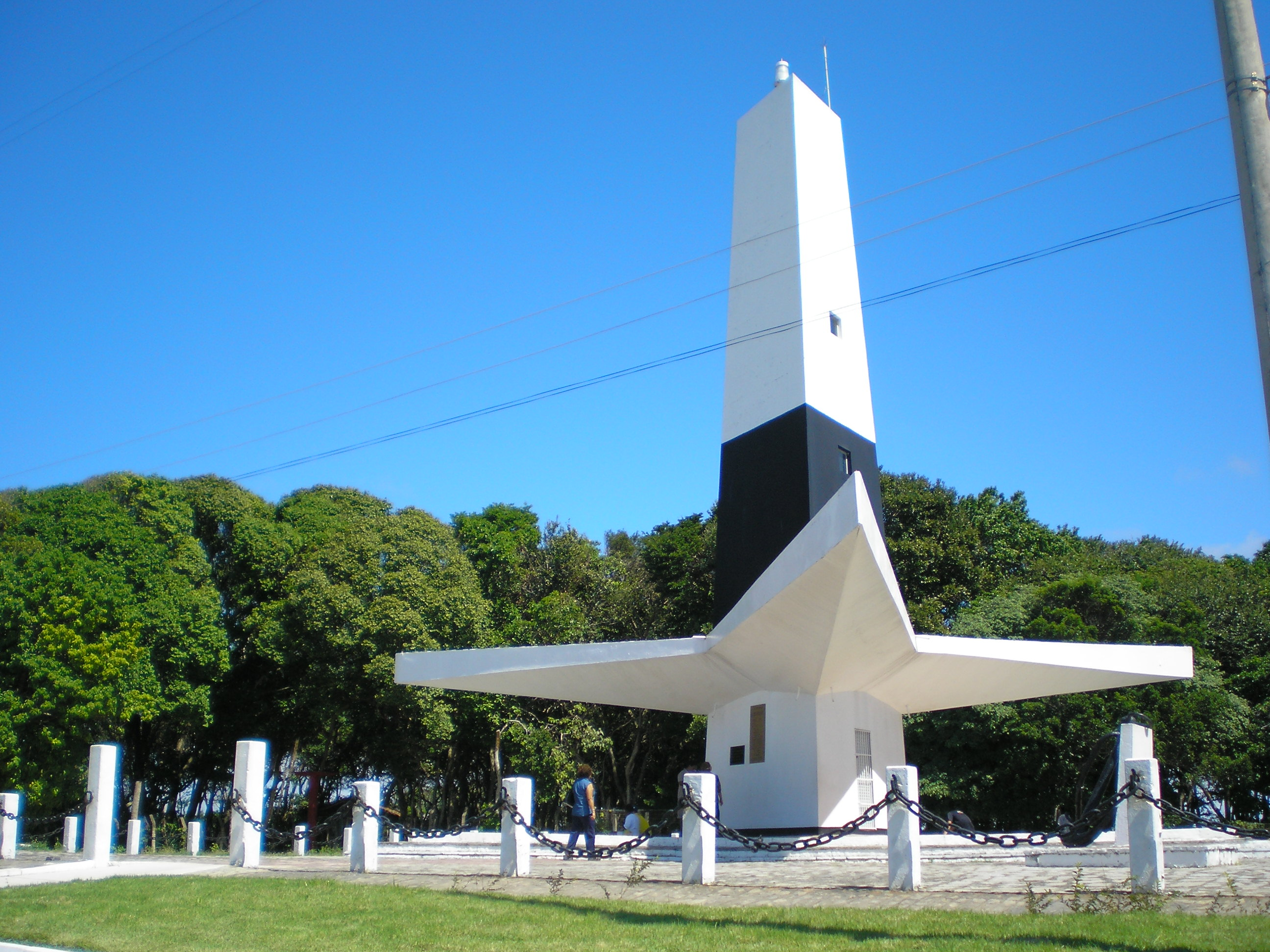
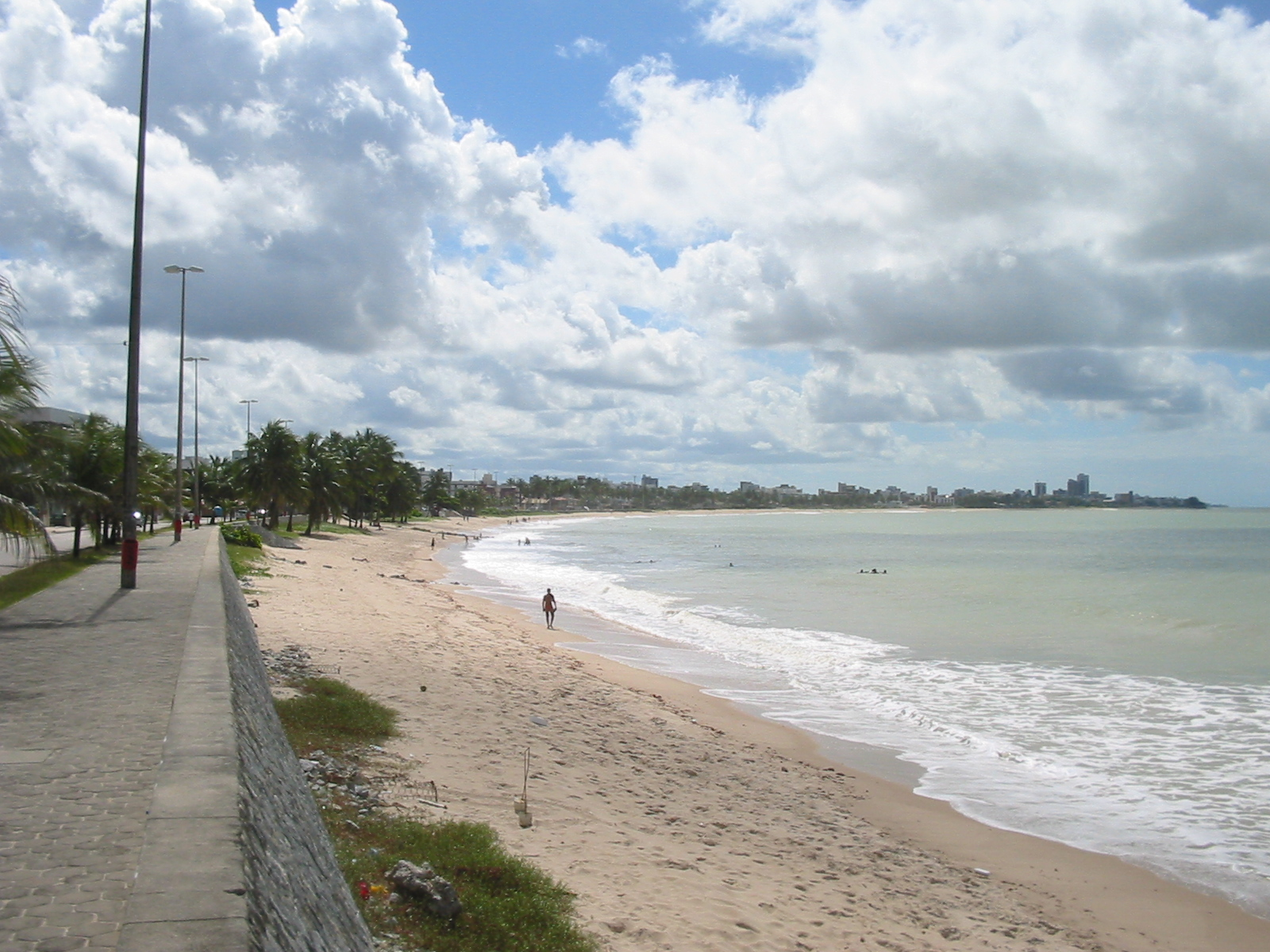
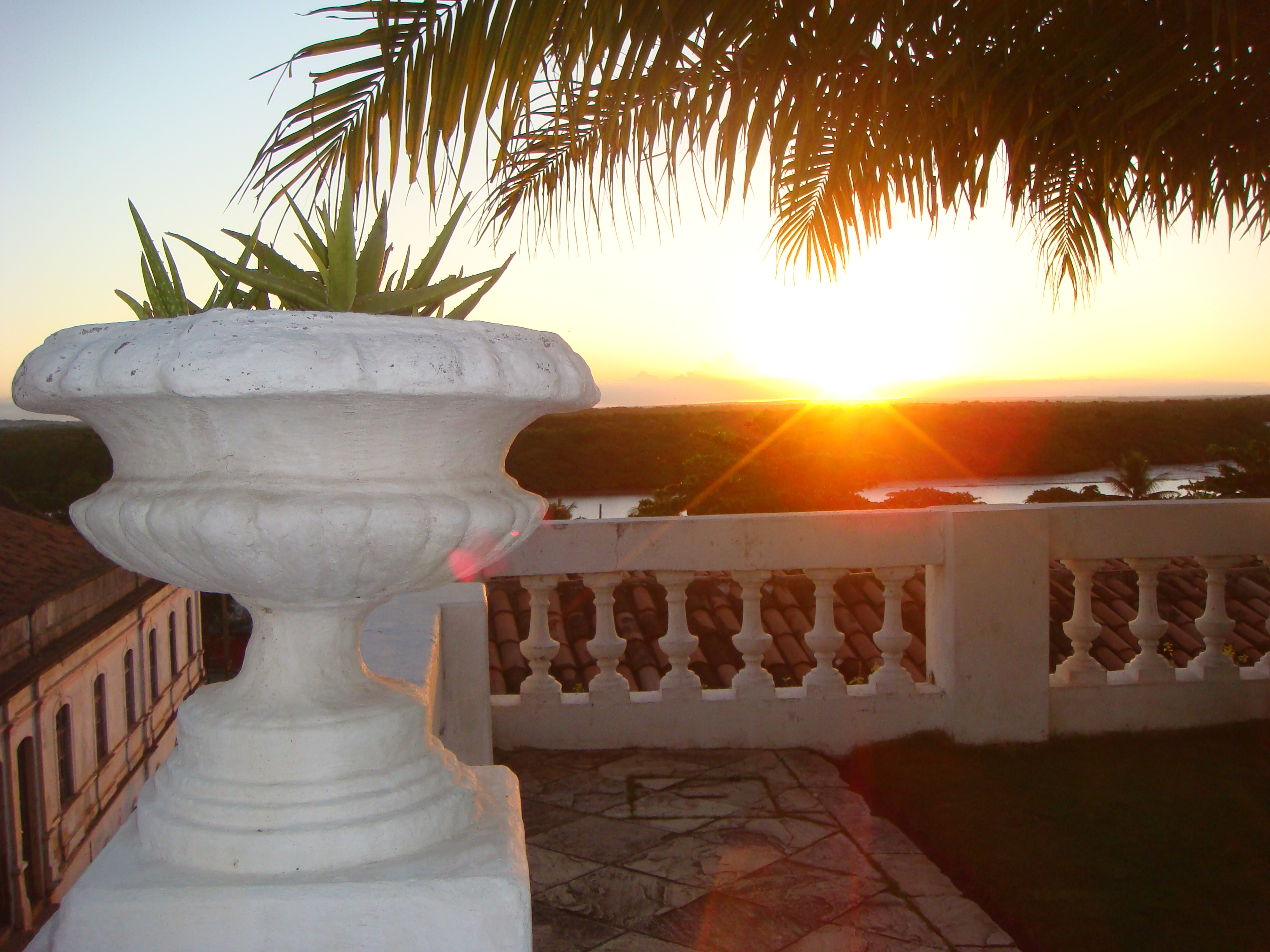
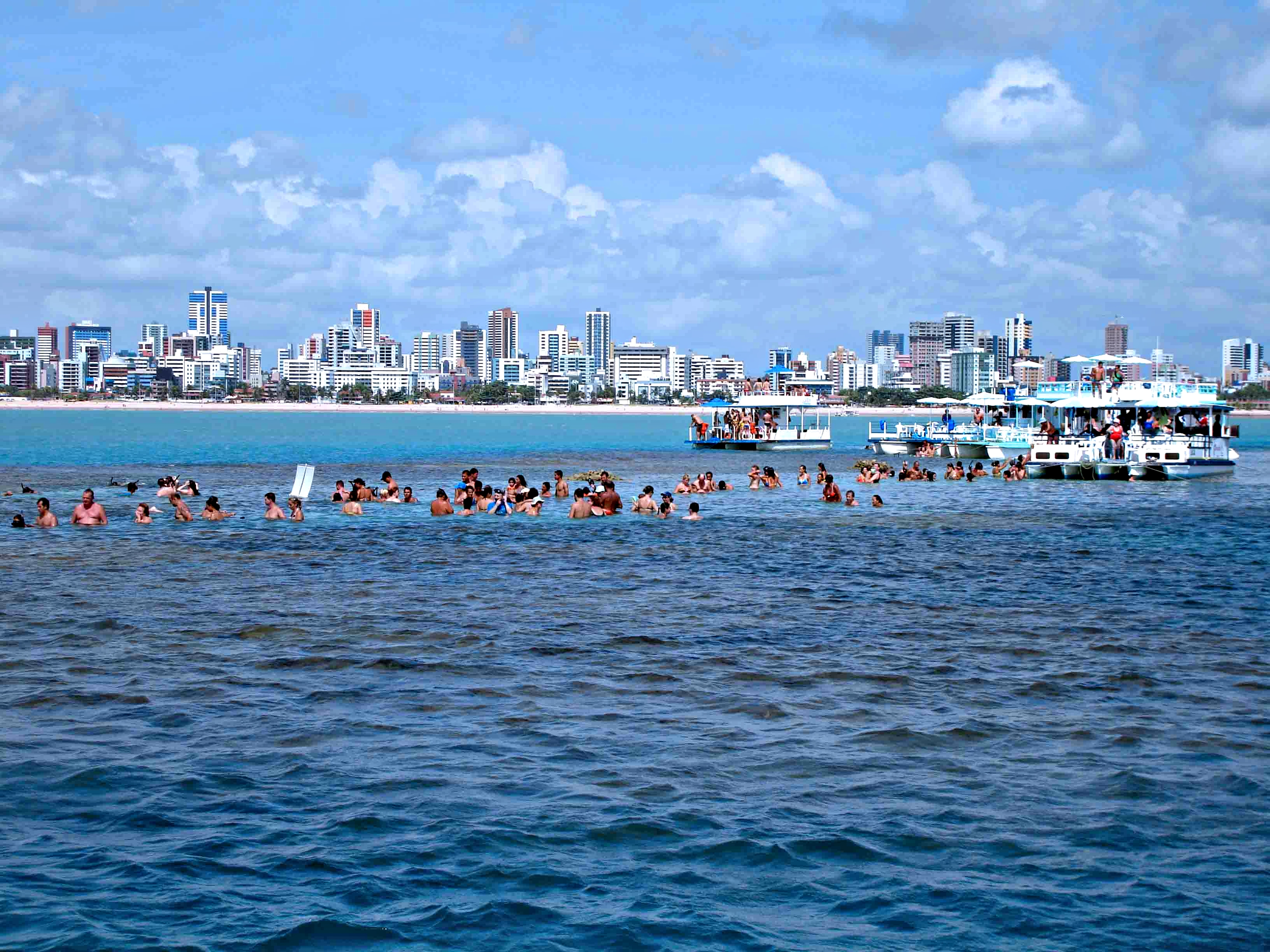
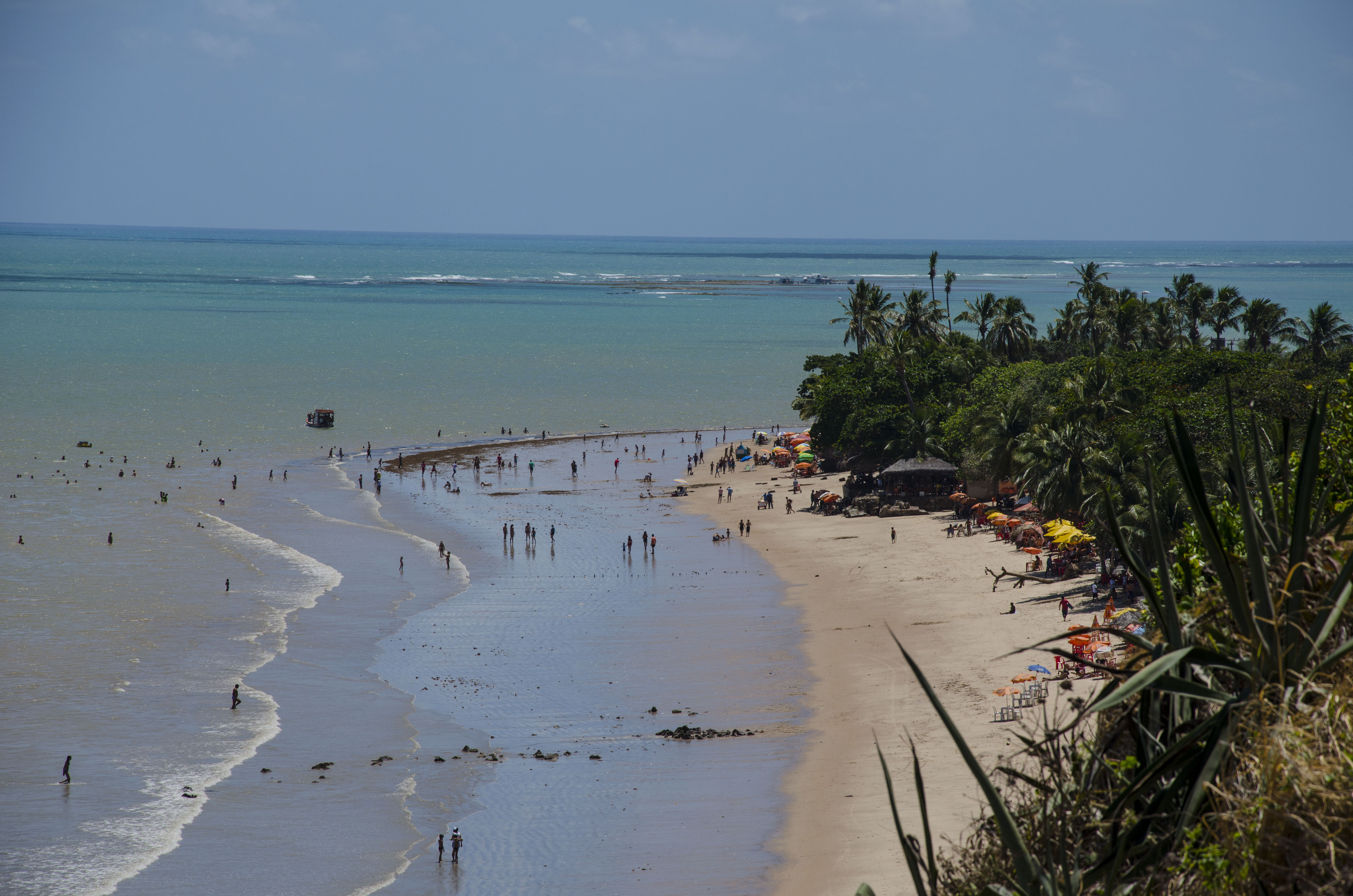
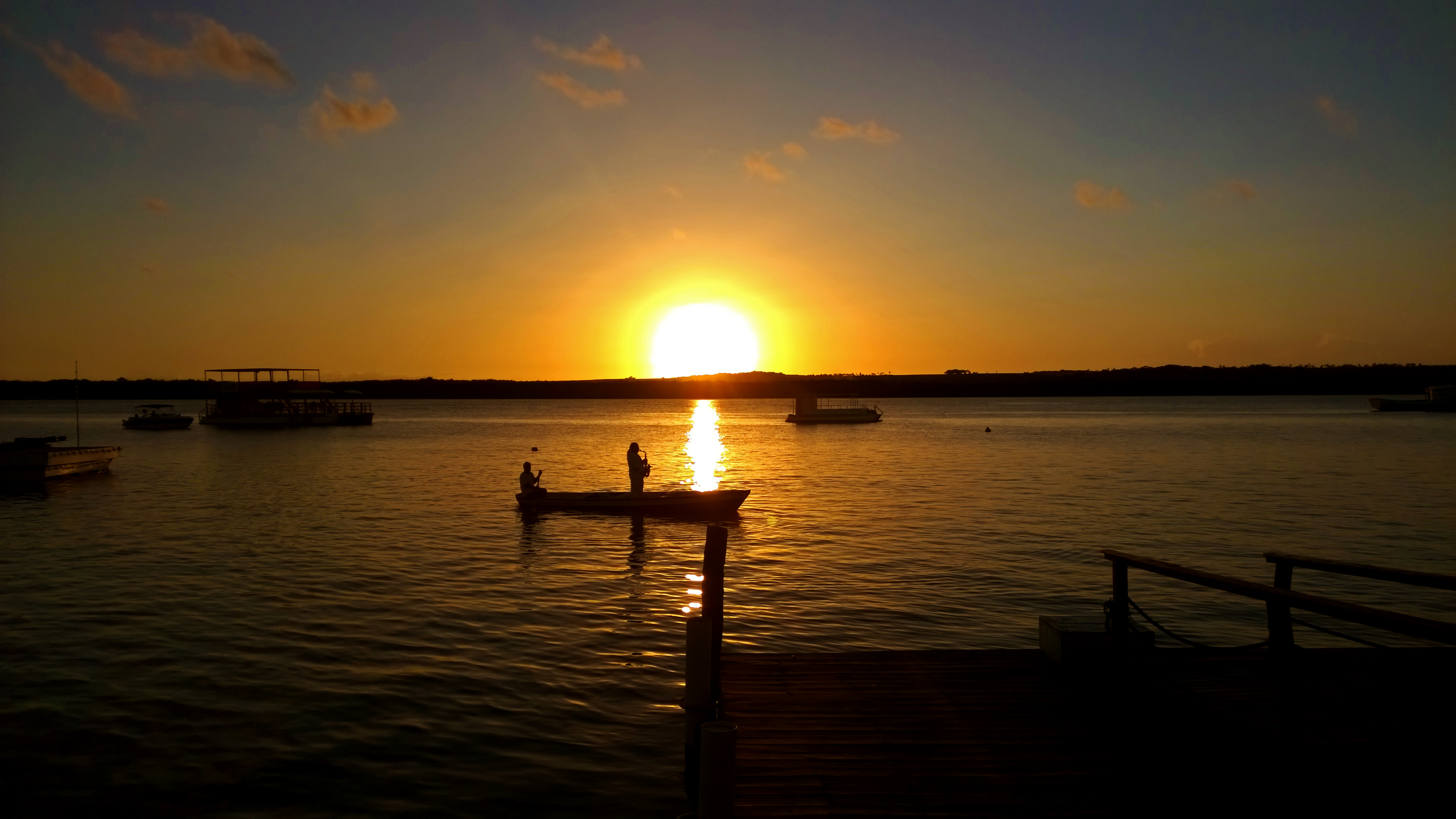
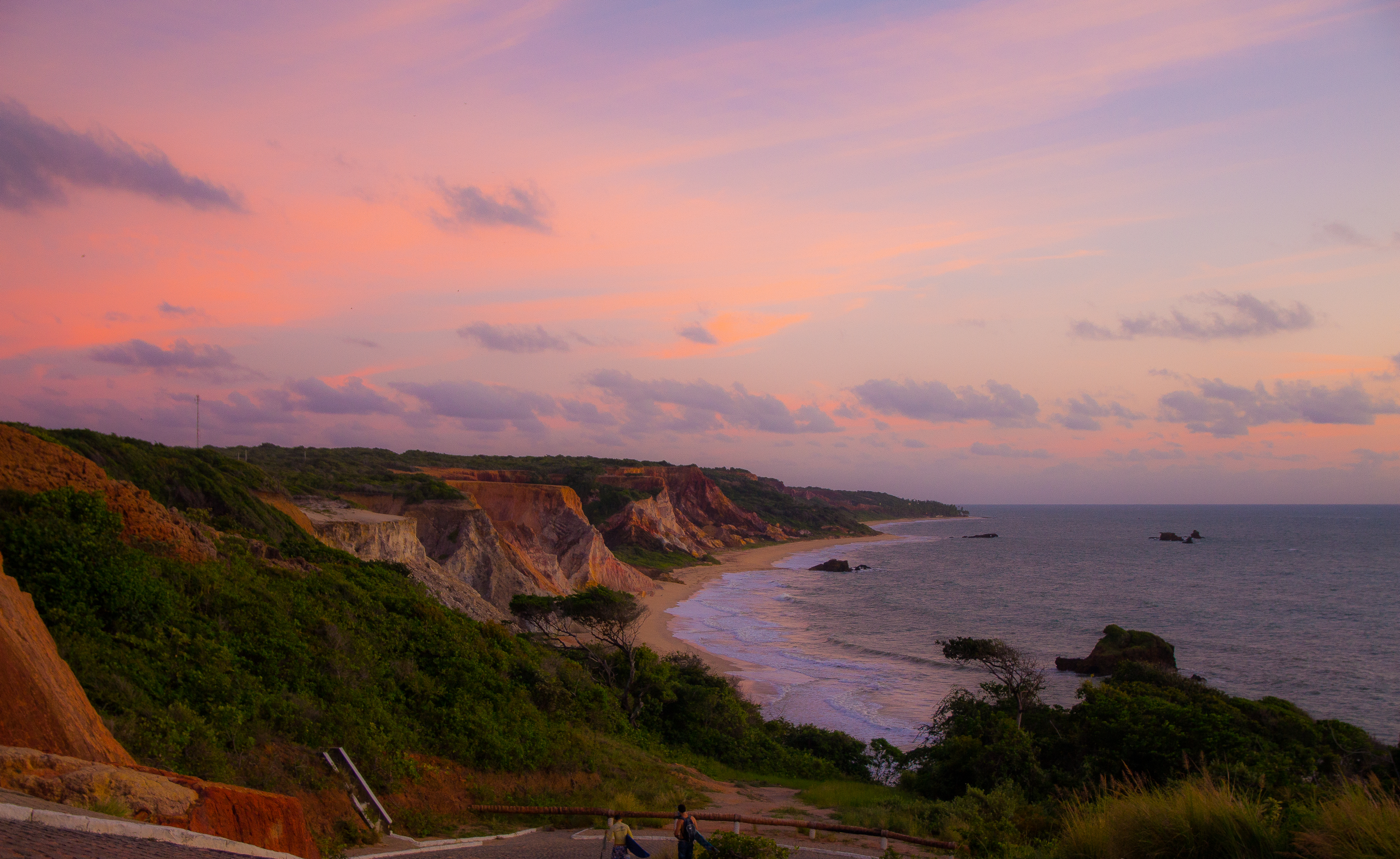
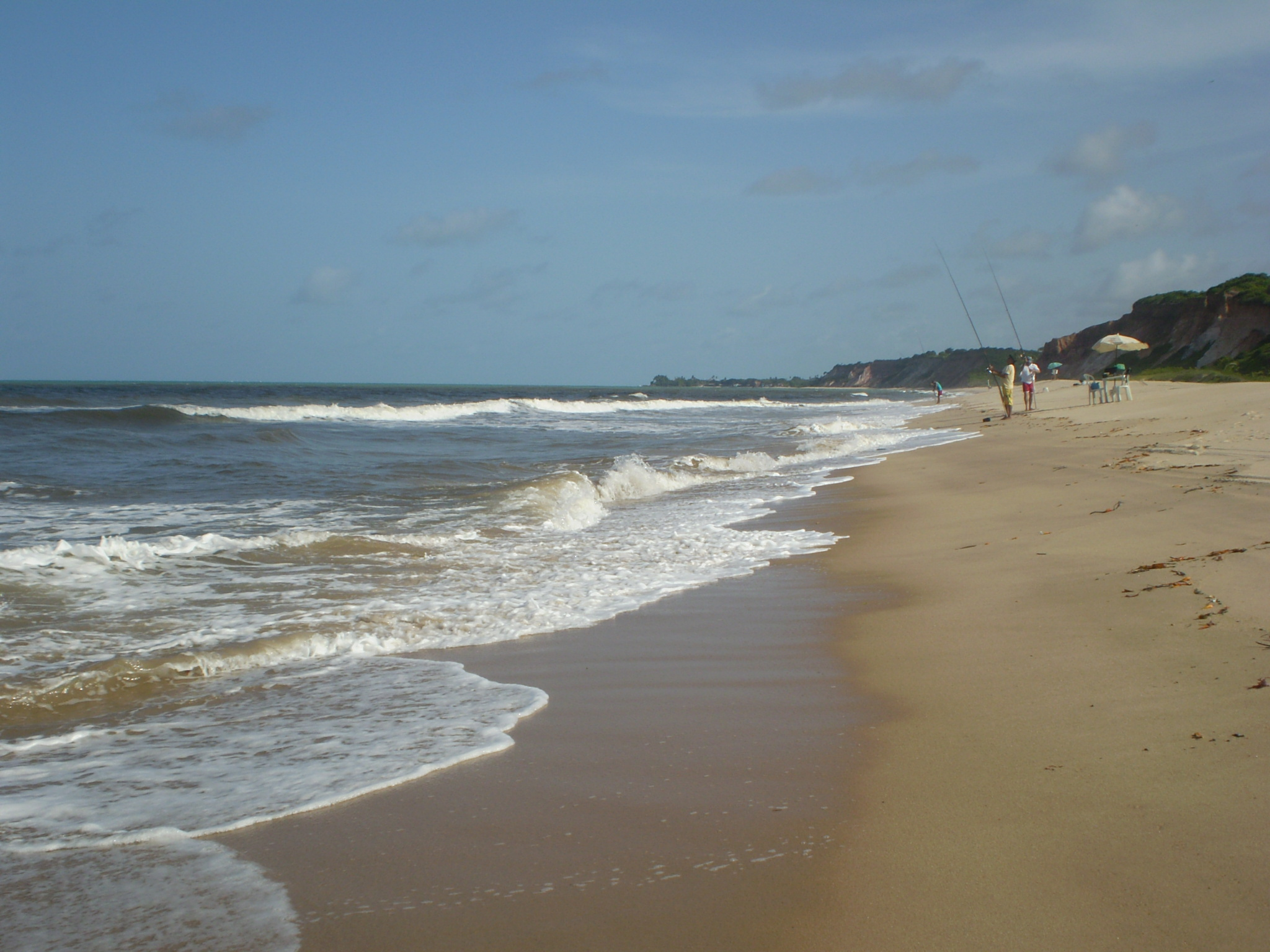
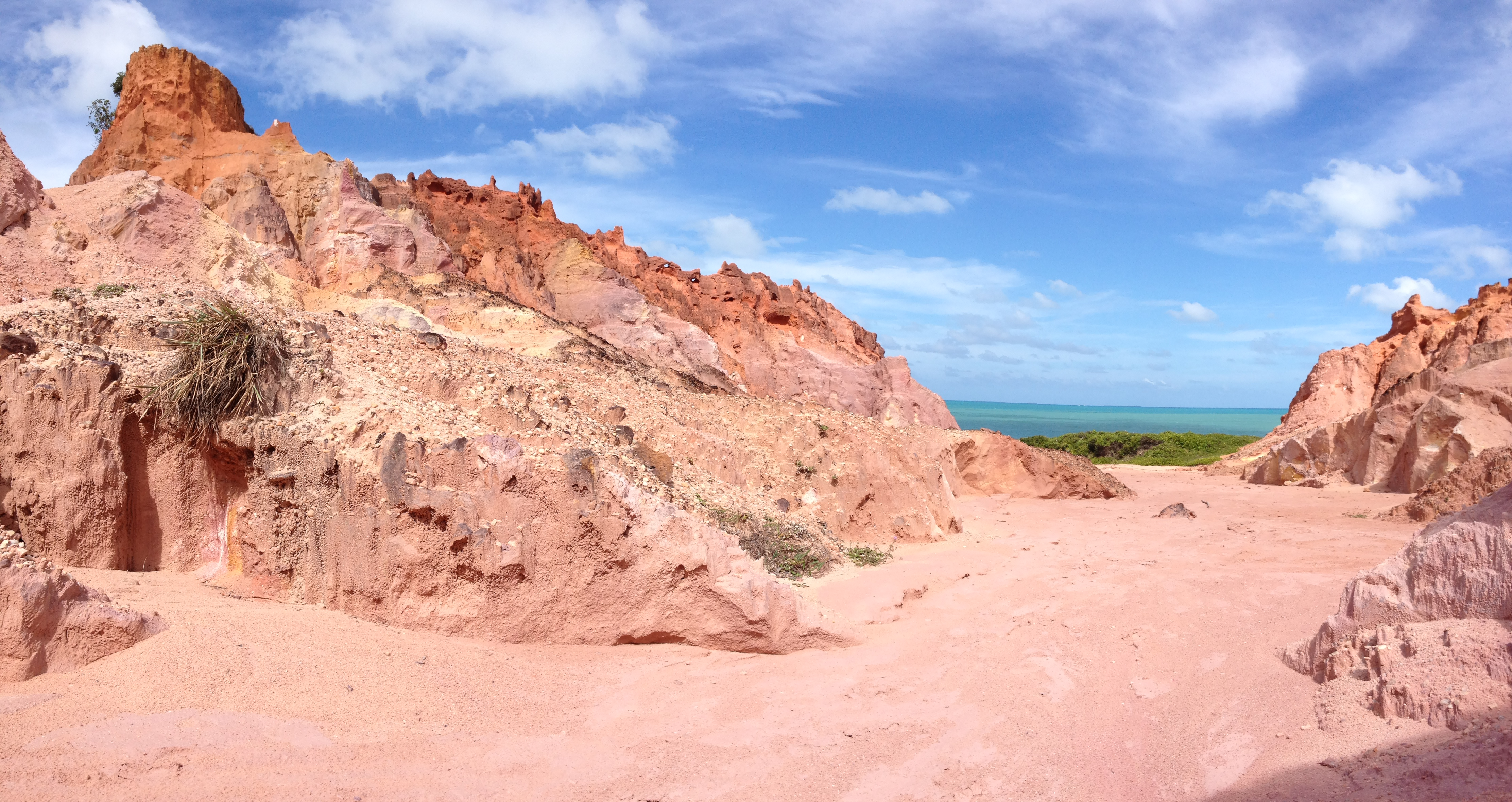

### Radios
| Radio         | Frecuencia |
| ------------- | ---------- |
| Clube         | 103,3 MHz  |
| Liberdade FM  | 99,7 MHz   |
| 100,5 FM      | 100,5 MHz  |
| Cabo Branco   | 91,5 MHz   |
| Paraíba FM    | 101,7 MHz  |
| Mix           | 93,7 MHz   |
| 98 Correio FM | 98,3 MHz   |
| Sucesso FM    | 92,9 MHz   |
| Tabajara      | 105,5 MHz  |
| Tambaú        | 102,5 MHz  |
| Miramar       | 107,7 MHz  |
| Arapuan       | 95,3 MHz   |
| CPAD FM       | 96,1 MHz   |